# Рідкодубравська сільська рада
Рі́дкодубра́вська сільська рада (рос. Редкодубравский сельский совет) — сільське поселення у складі Німецького національного району Алтайського краю Росії.
Адміністративний центр та єдиний населений пункт — село Рідка Дубрава.

## Населення
Населення — 1271 особа (2019; 1413 в 2010, 1548 у 2002).